# باسوپاتی
باسوپاتی (به لاتین: Basupatti) یک روستا در بنگلادش است که در استان باریسال و در ناحیه باریسال واقع شده است.